# Juan Vicente Solís Fernández
Juan Vicente Solís Fernández (ur. 8 sierpnia 1892 w Heredii, zm. 16 stycznia 1973) – kostarykański duchowny katolicki, biskup diecezjalny Alajuela 1940-1967.

## Życiorys
Święcenia kapłańskie otrzymał 22 sierpnia 1915.
3 lipca 1940 papież Pius XII mianował go biskupem diecezjalnym Alajuela. 18 sierpnia 1940 z rąk arcybiskupa Víctora Martíneza przyjął sakrę biskupią. 18 marca 1967 ze względu na wiek złożył rezygnację z zajmowanej funkcji. Tego samego dnia papież Paweł VI przydzielił mu stolicę tytularną Thucca in Numidia.
Zmarł 16 stycznia 1973.